# Steatoda porteri
Steatoda porteri är en spindelart som först beskrevs av Simon 1900.  Steatoda porteri ingår i släktet vaxspindlar, och familjen klotspindlar. Inga underarter finns listade i Catalogue of Life.